# Championnat de France féminin de handball de deuxième division 2015-2016
Navigation
Division 2 2014-2015 Division 2 2016-2017
Le Championnat de France féminin de handball de deuxième division 2015-2016 est la quarante-cinquième édition de cette compétition. Le championnat de Division 2 de handball est le deuxième plus haut niveau du championnat de France de ce sport. 
À l'issue de la saison, le Brest Bretagne Handball est champion de France en terminant invaincu. Il accède à la Division 1 en compagnie des deux autres clubs auxquels la CNCG a accordé le statut VAP pour cette saison 2015-2016 : le Chambray Touraine Handball, vice-champion, et le HBC Celles-sur-Belle, pourtant seulement 8e au classement.
En bas du classement, du fait de la disparition en cours de saison de Division 1 de l'Union Bègles Bordeaux-Mios Biganos (11/2015) puis du HBC Nîmes (03/2016), aucun club de D2 n'est relégué en Nationale 1.

## Les clubs de l'édition 2015-2016
| \| Saint-Maur Bourg-de-Péage La Rochelle St-Amand Chambray Yutz Mérignac Brest Noisy-le-Gd Le Havre Celles/B Eybens \| Localisation des clubs engagés dans le championnat. |
| Saint-Maur Bourg-de-Péage La Rochelle St-Amand Chambray Yutz Mérignac Brest Noisy-le-Gd Le Havre Celles/B Eybens                                                           |

| Club                          | Classement 2014-2015 |
| ----------------------------- | -------------------- |
| Le Havre AC Handball          | 8e Division 1        |
| Brest Bretagne Handball       | 2e                   |
| Noisy-le-Grand handball       | 4e                   |
| Chambray Touraine Handball    | 5e                   |
| Aunis HB La Rochelle-Périgny  | 6e                   |
| Yutz Handball Féminin         | 7e                   |
| Stella Sports Saint-Maur      | 8e                   |
| Drôme Handball Bourg-de-Péage | 9e                   |
| Mérignac Handball             | 10e                  |
| HBC Celles-sur-Belle          | Nationale 1          |
| HBCSA Porte du Hainaut        | Nationale 1          |
| Handball Pole Sud 38          | Nationale 1          |

## Compétition

### Règlement
Le championnat est composé d'une poule unique de douze clubs. À la fin de la saison, le premier du classement est sacré champion de France de Division 2 et les trois premiers clubs VAP sont promus en Division 1. En vigueur depuis la saison 2012-13, ce dispositif vise à baliser et sécuriser le chemin vers la LFH pour consolider la professionnalisation du handball féminin français. Il concerne les clubs de D2F désireux de se structurer et ambitionnant, à plus ou moins court terme, d’accéder en LFH et qui s’engagent en conséquence à répondre volontairement à un cahier des charges intermédiaire, palier avant une intégration en LFH. Ce statut de club VAP est accordé par la CNCG après examen de la situation du club de D2F au regard des différents critères du cahier des charges VAP (de même nature que ceux du cahier des charges LFH). Tous les clubs qualifiés en D2F peuvent solliciter le statut VAP, qu’ils accèdent de N1, descendent de LFH ou se soient maintenus en D2. Le statut est accordé par saison sportive et il n’y a aucune attribution automatique d’une saison sur l’autre, ni à un club relégué de LFH.
Enfin, les trois derniers sont relégués en Nationale 1.

### Classement final
| \| \| Équipe \| Pts \| J \| G \| N \| P \| Bp \| Bc \| Diff \| \| -- \| ----------------------------- \| --- \| -- \| -- \| - \| -- \| --- \| --- \| ---- \| \| 1 \| Brest Bretagne Handball V \| 64 \| 22 \| 20 \| 2 \| 0 \| 679 \| 460 \| 219 \| \| 2 \| Chambray Touraine Handball V \| 58 \| 22 \| 16 \| 4 \| 2 \| 628 \| 511 \| 117 \| \| 3 \| Drôme Handball Bourg-de-Péage \| 51 \| 22 \| 14 \| 1 \| 7 \| 605 \| 572 \| 33 \| \| 4 \| Noisy-le-Grand handball \| 49 \| 22 \| 13 \| 1 \| 8 \| 558 \| 525 \| 33 \| \| 5 \| Yutz Handball Féminin \| 46 \| 22 \| 11 \| 2 \| 9 \| 559 \| 605 \| -46 \| \| 6 \| Le Havre AC Handball R \| 45 \| 22 \| 11 \| 1 \| 10 \| 562 \| 598 \| -36 \| \| 7 \| Stella Sports Saint-Maur \| 41 \| 22 \| 9 \| 1 \| 12 \| 558 \| 582 \| -24 \| \| 8 \| HBC Celles-sur-Belle P V \| 40 \| 22 \| 9 \| 0 \| 13 \| 552 \| 551 \| 1 \| \| 9 \| Mérignac Handball \| 40 \| 22 \| 8 \| 2 \| 12 \| 531 \| 593 \| -62 \| \| 10 \| Aunis HB La Rochelle-Périgny \| 33 \| 22 \| 5 \| 1 \| 16 \| 641 \| 725 \| -84 \| \| 11 \| HBCSA Porte du Hainaut P \| 32 \| 22 \| 5 \| 0 \| 17 \| 597 \| 651 \| -54 \| \| 12 \| Handball Pole Sud 38 P \| 29 \| 22 \| 3 \| 1 \| 18 \| 501 \| 598 \| -97 \| | Légende - Accession en Division 1 - Relégué en Nationale 1 (aucun) - Repêché - R : Relégué de division 1 en 2015 - P : Promu de Nationale 1 en 2015 - V : Club VAP |     |    |    |   |    |     |     |      |
| | Équipe | Pts | J  | G  | N | P  | Bp  | Bc  | Diff |
| 1 | Brest Bretagne Handball V | 64  | 22 | 20 | 2 | 0  | 679 | 460 | 219  |
| 2 | Chambray Touraine Handball V | 58  | 22 | 16 | 4 | 2  | 628 | 511 | 117  |
| 3 | Drôme Handball Bourg-de-Péage | 51  | 22 | 14 | 1 | 7  | 605 | 572 | 33   |
| 4 | Noisy-le-Grand handball | 49  | 22 | 13 | 1 | 8  | 558 | 525 | 33   |
| 5 | Yutz Handball Féminin | 46  | 22 | 11 | 2 | 9  | 559 | 605 | -46  |
| 6 | Le Havre AC Handball R | 45  | 22 | 11 | 1 | 10 | 562 | 598 | -36  |
| 7 | Stella Sports Saint-Maur | 41  | 22 | 9  | 1 | 12 | 558 | 582 | -24  |
| 8 | HBC Celles-sur-Belle P V | 40  | 22 | 9  | 0 | 13 | 552 | 551 | 1    |
| 9 | Mérignac Handball | 40  | 22 | 8  | 2 | 12 | 531 | 593 | -62  |
| 10 | Aunis HB La Rochelle-Périgny | 33  | 22 | 5  | 1 | 16 | 641 | 725 | -84  |
| 11 | HBCSA Porte du Hainaut P | 32  | 22 | 5  | 0 | 17 | 597 | 651 | -54  |
| 12 | Handball Pole Sud 38 P | 29  | 22 | 3  | 1 | 18 | 501 | 598 | -97  |

## Bilan de la saison
| Tableau d'honneur de la saison 2016-2017 |                                                                      |
| Compétition                              | Vainqueur                                                            |
| Champion de France de Division 2         | Brest Bretagne Handball                                              |
| Promotions et relégations                |                                                                      |
| Promu en Division 1 (Clubs VAP)          | Brest Bretagne Handball Chambray Touraine HB HBC Celles-sur-Belle    |
| Relégué en Nationale 1                   | aucune équipe                                                        |
| Promu de Nationale 1                     | Handball Plan-de-Cuques Saint-Grégoire Rennes MH ASUL Vaulx-en-Velin |
| Relégué de Division 1                    | aucune équipe                                                        |